# Über uns das All
Über uns das All ist ein deutscher Spielfilm aus dem Jahr 2011. Er hatte im Rahmen der Sektion Panorama der 61. Internationalen Filmfestspiele Berlin am 14. Februar 2011 im Friedrichstadtpalast Uraufführung.

## Handlung
Das Ehepaar Martha und Paul Sabel lebt in Köln in einer glücklichen und harmonischen Beziehung. Martha arbeitet als Englischlehrerin. Paul studiert Medizin; seine Doktorarbeit habe Professor Gellendorf als „Meilenstein“ bezeichnet, erzählt er seiner Frau. Er eröffnet ihr, dass er in Marseille eine Stelle im Krankenhaus antreten kann. Martha kündigt ihre Anstellung, um mit Paul nach Marseille zu ziehen. Während Martha den Umzug organisiert, fährt Paul schon eine Woche vor dem Termin nach Marseille.
Doch kurz darauf erhält Martha Besuch von der Polizei. Paul wurde in Marseille in seinem Auto tot aufgefunden. Er habe Selbstmord begangen. Martha kann es nicht glauben, versucht ihn auf dem Handy zu erreichen. Vergeblich. Auf der Polizeistation identifiziert sie Paul auf Fotos und erhält, bis auf sein Handy, seine persönlichen Dinge ausgehändigt. Martha ist fassungslos. Während der Vorbereitungen auf die Beerdigung fällt ihr auf, dass sie nur ihre eigenen Freunde einladen kann, da sie Pauls Freunde gar nicht kennt. Der einzige Name von Bedeutung war Professor Gellendorf. Sie sucht ihn in der Universität auf. Gellendorf behauptet, Paul habe zwar bei ihm Prüfungen abgelegt, das sei aber schon mindestens vier Jahre her. Seitdem habe er ihn nicht mehr gesehen. Und er habe sicher nicht bei ihm promoviert. Schließlich erfährt Martha, dass Paul bereits seit Jahren exmatrikuliert war und nie eine Doktorarbeit eingereicht hat. Die ihr vorliegende Doktorarbeit ist die eines Anderen. Martha muss erkennen, dass ihr Mann ihr ein fiktives Leben vorgelebt hat. Auf der Uni sucht sie trotzdem nach Studenten, die ihn gekannt haben. Dabei trifft sie auf den Geschichtsdozenten Alexander. Durch eine kleine Geste fühlt Martha sich an ihren verstorbenen Mann erinnert. Die beiden verlieben sich und beginnen eine Beziehung. Alexander erfährt zunächst nichts von Marthas Vorgeschichte. Als Marthas Lehrerkollege Bruno mit Blumen vor ihrer Tür steht und ihr nachträglich kondoliert, behauptet sie, dass ihre Mutter vor einiger Zeit gestorben sei.
Martha und Alexander möchten dem trüben Wetter in Deutschland entfliehen und Alexander erhält ein Angebot, in Marseille zu arbeiten. Als dann der Finder von Pauls Handy Martha anruft und Alexander klar wird, dass Martha ihm einen großen Teil ihres Vorlebens verschwiegen hat, gerät die Beziehung in eine Krise. Martha sucht weiter nach Studenten, die Paul gekannt haben. Alexander wird Zeuge davon und erfährt so die wahre Geschichte um Paul. Schließlich ziehen sie nach Marseille. Martha ist schwanger.

## Soundtrack
- Vendetta '62 – The Montesas (In der Bar)
- Même pas fatigué – DJ Kore & Magic System feat. Khaled (am Schluss)

## Auszeichnungen
- 2011: Label Europa Cinemas – Berlinale 2011
- 2011: Hauptpreis Filmkunstfest Schwerin
- 2011: Besondere Auszeichnung der Jury, Drehbuchpreis – Festival des Deutschen Films Ludwigshafen
- 2012: Nominierung für den Deutschen Filmpreis für Sandra Hüller (Kategorie: Beste darstellerische Leistung – weibliche Hauptrolle)

## Kritiken
„Lassen Sie sich nicht von dem esoterisch klingenden Titel abschrecken! Über uns das All ist sehr präzise, ganz bei sich und bislang einer der wenigen absoluten Berlinale-Höhepunkte.“

„Nichts an diesem Film ist beliebig, die Genauigkeit ist überragend, ja sogar euphorisierend. Dabei wird »Über uns das All« aber niemals stumpf und mechanisch.“

„Ein spannender, bewegender Film, gleichzeitig rätselhaft und offen, mit einer seltsamen und seltenen Herzlichkeit. Ein kleines Wunder.“